# Nathan Brown
Nathan Brown (Colorado Springs, 7 luglio 1991) è un ex ciclista su strada statunitense, professionista dal 2014 al 2022.

## Carriera
Fino al 2013 ha corso per la Trek-Livestrong/Bontrager, vincendo, proprio nel 2013, il Tour de Beauce in Canada. Nel 2014 passa professionista con la formazione World Tour Garmin-Sharp (dal 2015 nota come Cannondale); al primo anno tra i pro corre per la prima volta la Vuelta a España, mentre nel 2015 partecipa al suo primo Giro d'Italia.
Nel 2017 viene inserito nella squadra Cannondale per il Tour de France. In quel Tour veste per due giorni la maglia a pois della classifica scalatori, cedendola poi a Fabio Aru nella quinta tappa. A fine stagione viene convocato in Nazionale per la prova in linea dei campionati del mondo di Bergen.

## Palmarès
- 2008 (Juniores)

Classifica generale Le Trophee Centre Morbihan
2ª tappa Int. Junioren Driedaagse van Axel (Axel > Axel)
3ª tappa Int. Coupe des Nations Abitibi (St. Maurice > Amos)
Classifica generale Coupe des Nations Abitibi
- 2009 (Juniores)

Prologo Tour Du Pays De Vaud  (Losanna > Losanna)
Classifica generale Tour Du Pays De Vaud
Classifica generale Tour Of The Red River Gorge
- 2011 (Trek-Livestrong, due vittorie)

Campionati statunitensi, Prova a cronometro Under-23
Prologo Tour de Guadeloupe (cronometro)
- 2013 (Bontrager Cycling Team, due vittorie)

Classifica generale Tour de Beauce
Campionati statunitensi, Prova a cronometro Under-23

### Altri successi
- 2008 (Juniores)

Classifica giovani Le Trophee Centre Morbihan
- 2009 (Juniores)

Classifica scalatori Liège - La Gleize
- 2013 (Bontrager Cycling Team)

Classifica a punti Tour de Beauce
- 2019 (EF Education First)

1ª tappa Tour Colombia 2.1 (Medellín > Medellín, cronosquadre)

## Piazzamenti

### Grandi Giri
- Giro d'Italia

2015: 67º
2016: 48º
2018: 52º
2019: 67º
- Tour de France

2017: 43º
- Vuelta a España

2014: 85º

### Classiche monumento
- Milano-Sanremo

2017: 172º
- Liegi-Bastogne-Liegi

2016: 121º
2019: ritirato

### Competizioni mondiali
- Campionati del mondo

Città del Capo 2008 - Cronometro Junior: 12º
Città del Capo 2008 - In linea Juniores: 50º
Mosca 2009 - Cronometro Junior: 34º
Mosca 2009 - In linea Juniores: ritirato
Valkenburg 2012 - Cronometro Under-23: 20º
Valkenburg 2012 - In linea Under-23: 43º
Toscana 2013 - Cronometro Under-23: 21º
Toscana 2013 - In linea Under-23: 13º
Bergen 2017 - In linea Elite: ritirato